# 斯巴提芬托角海战
斯巴提芬托角海战發生於1940年11月27日，是英國皇家海軍與意大利皇家海軍於撒丁岛附近進行的一場海戰。

## 起因
1940年11月11日，英国借助塔兰托奇袭使得意大利半数以上的战列舰被摧毁或失去了作战能力。直到这时，意大利人一直将他们的主力舰队龟缩在港口内，希望他们仅仅作为存在舰队的效果，吓阻英国舰队在这一区域的行动，当然如果有合适的战机，意大利人也不会回避出击迎敌。
六天以后，在11月17日夜晚，一支由两艘战列舰和一系列支援舰只组成的舰队，试图拦截英国人向马耳他岛运输战机的皇家方舟号和百眼巨人号（即英方的白色行动）。英国人提前发现了意大利人的行动，于是两舰立即掉头返回直布罗陀，同时放飞了两架贼鸥轰炸机和12架飓风战斗机。其中一架贼鸥轰炸机和八架飓风战斗机因为燃料耗尽损失，七名机载人员在行动中丧生。
意大利这次成功的对英国人对马耳他的增援的破坏使得英国人对于接下来更大规模的马耳他增援产生了怀疑。而最后，英国人在直布罗陀的H舰队和亚历山大的D舰队的支援下，仍然进行了对马耳他岛的新增援行动。这次运输行动被意大利的情报机关注意到，意大利舰再一次计划对英国舰队进行拦截。第一个对英国运输船队进行目视确认的是鱼雷艇西里奥号，当时是26日夜。在远距离发射了两枚不出意外打飞了的鱼雷后，西里奥报告有七艘敌舰正在向东面开去。

## 战斗
英国人此时也已注意到了意大利舰队的行动，英军舰队向北开去，意图在意大利人接近运输船队之前先行拦截其舰队。27日9点45分，一架巴拉扎诺号重巡洋艦上的ro43水上侦察機在舍泰比以北17海里处发现一支英军飞行中队正向东飞去。
在9点56分，赛默维尔收到了来自皇家方舟的飞机的报告，一支有五艘巡洋舰和五艘驱逐舰的意大利舰队正在接近准备攻击。此时亚历山大港的D舰队尚未到达，英军在火力上处于劣势。但是十五分钟后，D舰队出现了，这使得战局出现了反转。英意两方的实力大体相当，意大利人的在火砲上佔据了数量和口径的优势，但英国人拥有一艘航空母舰。然而，意大利的指挥官伊尼戈·坎比奥尼被下令避免与英军交战，除非他非常有把握，因此他沒有打算進行一场可以決定勝負的战斗。
赛默维尔将军将他的舰队分成了两个战斗群，五艘巡洋舰在兰斯洛特霍兰德少将的指挥下担任前锋，两艘战舰和七艘驱逐舰在南方跟随。同时，在更南处，皇家方舟号正在准备放飞其剩余的剑鱼鱼雷机。意大利人将其舰队分成了三部，两部包含了六艘重巡洋舰和七艘驱逐舰，第三部包含了两艘战舰和剩余七艘护航的驱逐舰，跟随在后方。在12点07分，在接到了戈里齊亞号上的水上侦察機的报告后，坎比奥尼发现了其在兵力上并无优势，于是坎比奥尼决定根据命令，变化阵型准备撤退。然而，此时此刻，领头的巡洋舰编队已经衝向了英军，并且准备要投入战斗。
在12点22分，双方的先锋巡洋舰开始进入各自射程，随着意大利巡洋舰富又美号在23500米外率先开火，双方不断交火，距离不断拉近。随着距离的接近，意大利人得以发挥其在火砲上的优势，给英国舰队带来了巨大压力。而随着英军拉米利斯号战舰的抵达，英军开始扭转火力上的颓势，但是由于R级只有23节的可怜航速，拉米利斯在打出几轮齐射后，被迫于12点26分退出了战场。四分钟后，意大利的安哥洛·拉齐诺中将，也就是意大利巡洋舰编队的指挥官，接到了脱出的命令，虽然此时功败垂成，但拉齐诺还是下令以三十节的速度拉烟撤退。
同时，意大利驱逐舰蓝赛尔号被曼彻斯特号击中，受到重创，最后在战后被拖回了港内。贝维克号重巡洋舰在12点22分被一枚203mm穿甲弹击中，Y炮塔被击穿，七人当场阵亡，还有9人受伤，并引起了舰上大火，直到一小时后才被扑灭。12点35分，第二发砲弹命中了其变电间，切断了舰尾的电力供应，包括另一座尾部砲塔。大多数资料认为是第一巡洋舰队的波拉或富又美，而第二发则被认为是来自第三巡洋舰队的特雷西或特兰朵，因为的当时在在射程内的仅有这几艘战舰。
几分钟后，随着声望号战鬥巡洋舰开始逐渐逼近意大利巡洋舰，战局开始向英国的方向倾斜。声望号对特雷西号进行了两轮跨射，意大利軍舰被破片击中。但是英国人没能走运多久，下午一点整，維內托號在27000米外开火。維內托號在远距离进行了七次远距离齐射，总共发射了19枚砲弹，这已经足以压制住英军巡洋舰，英军也以四轮齐射进行了微不足道的反击。事实上，意大利军的攻击在曼彻斯特号和贝维克号周圍激起巨大水柱，霍兰德下令拉烟，率领他的舰队去東南方向同声望号會合。曼彻斯特号被維內托號的破片击穿。由于双方都被下令撤退，战斗只持续了45分钟，对双方造成的损失都甚小。
战斗结束后，丘吉尔要拿赛默维尔是问，从赛默维尔在凯比尔港的攻击行动中的反对开始，丘吉尔就怀疑这位将军的进攻意识缺乏，这次又加剧了丘吉尔判断。不过在几位将领的支持下，赛默维尔在接受了大量调查后免罪。而坎比奥尼，虽然他被命令采用保守策略，他还是被要求为错失了重创英军，夺回主动权负责，很快他被撤职了。正如拉齐奥所言，塔兰托后，意大利舰队的主要功能就是提振士气了。